# Prášek, démon lásky
Prášek, démon lásky je komická zpěvohra (opera) o jednom jednání českého skladatele Karla Pospíšila na libreto Maxe Hofmanna-Dvořáka. Byla určena pro amatérské provozování a premiéru měla 24. března 1908 v Měšťanské besedě na pražském Žižkově.
Premiéra se konala při čestném večeru skladatele, údajně „s velkým úspěchem“. Libretista Maxa Hofmann vydal libreto a klavírní výtah této zpěvohry a tu pak prováděly různé ochotnické nebo pěvecké spolky  – například roku 1911 pěvecký a hudební spolek „Doubravan“ v Chotěboři a zpěvácký a hudební spolek „Hlahol“ v Poděbradech, roku 1921 zpěvácký spolek „Vlastislav“ v Milevsku (byla to údajně první opera v Milevsku a setkala se s nečekaným úspěchem u obecenstva), roku 1925 Spolek divadelních ochotníků „Tyl“ v Sedlicích, roku 1929 pěvecký kroužek „Hlahol“ v Holicích aj.

## Osoby a první obsazení
| osoba                               | hlasový obor             | premiéra (24. března 1908) |
| ----------------------------------- | ------------------------ | -------------------------- |
| Mlynář                              | bas                      | Jaroslav Karbulka          |
| Mlynářka                            | alt                      | Terezie Doležalová         |
| Růženka, jejich dcera               | soprán                   | Ludmila Jarošová           |
| Jeník, selský synek                 | tenor                    | Vilém Prinke               |
| Černík, správce ve výslužbě         | bas                      | František Balke            |
| Kubík, prášek                       | soprán (kalhotková role) | Růžena Podlahová           |
| Stárek                              | bas                      | Jan Fišer                  |
| Čtyři zpěváci, sbor mlynářské chasy |                          |                            |
| Dirigent: Karel Pospíšil            |                          |                            |

## Děj opery

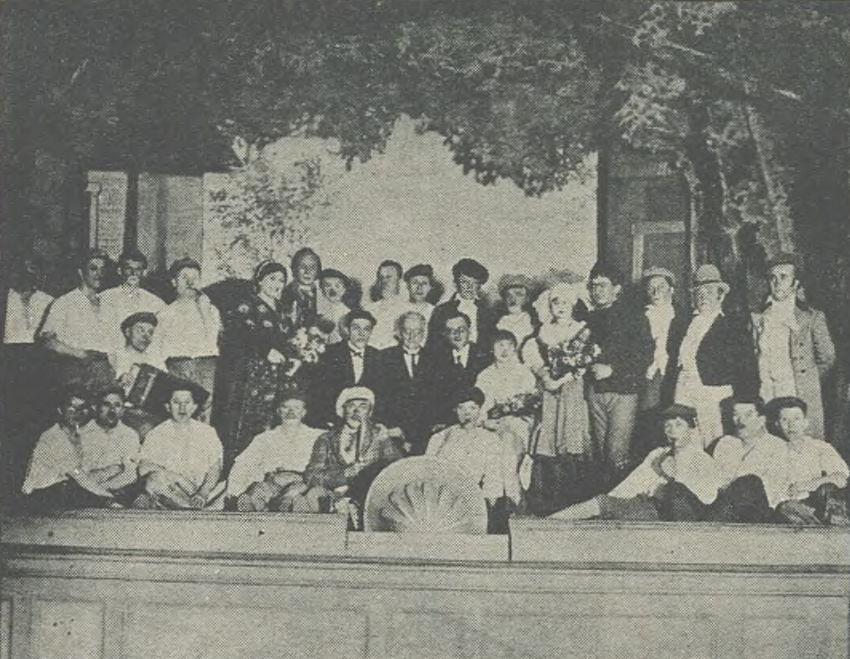
Účinkující ze Spolku obchodních cestujících v Praze v představení Práška, démona lásky roku 1927

(Prostranství před mlýnem s mlýnskou strouhou, vantroky a stavidlem) Stmívá se a mlynářská chasa ustává v práci, zpívaje si o ní. Na příkaz mlynáře spouštějí stavidlo, aby na noc zastavili vodu na vantrokách (sbor Ten mlynářský život veselý je přeci). Pak se rozcházejí na závěrečný úklid. Prášek Kubík přináší mlynářově dceři Růžence vzkaz od jejího milého Jeníka potvrzující smluvené dostaveníčko (píseň Poslíček lásky velice zkusí). Růženka sama se nemůže setkání s Jeníkem dočkat, jen ji tíží, že musí svou lásku před rodiči skrývat (píseň Utiš se, srdéčko, utiš se jen).
Správce Černík přivádí najaté zpěváky, aby jeho jménem zapěli Růžence do okénka (scéna a serenáda Pojďte, hoši, hezky zticha… Utich větřík, zašlo slunko za hory). Mlynář ho vítá jako dceřina nápadníka, kterému má Růženka dnes dát odpověď, ale Kubík je rozhodnut správcovo namlouvání zhatit (scéna Pěkně vítám, pane správče… Jako že jsem prášek). Růženka se od Kubíka dozvídá o správcově návštěvě, ale více ji zajímá, že přijde Jeník – a ten se také hned objeví. Milenci v ojetí žalují na překážky kladené jejich lásce (duet Pročpak nás tak loučejí). Vychází mlynářka a mladý pár ji prosí o pomoc. Matka je na jejich straně, ale otec je prý Černíkovi rukoudáním zavázán. Kubík se přihlásí, že má nápad, jak docílit, aby mlynář sám Černíka vyhnal, a dává přítomným tajné instrukce (tercet a kvartet Nebráním já lásce vaší… Do toho se sám teď vložím).
Černík vychází ze mlýna a Kubík se s ním dává do řeči. Prozrazuje mu, že zatímco on s mlynářem smlouvají o Růženčinu ruku, ona sama se potuluje lesem se švarným jinochem. Černík se na Jeníka rozzloben chystá, ale Kubík mu za drobnou úplatu dává lepší radu – ať prý si lichocením nakloní mlynářku a pak mu mlynářovi dají dceru bez ohledu na její přání (dialog Počkej, starý záletníku, Kubíkův zpěv Hleďte, ať si panímámu a duet Poslechnu tě, milý hochu). Černík spěchá za mlynářkou do kuchyně.
Pak Kubík odchytí mlynáře a namlouvá mu, že mu Černík chodí za ženou a zájem o Růženku jen předstírá. Posílá mlynáře, aby rozhovor mezi Černíkem a panímámou vyslechl okénkem z mlýnice. Rozdurděný mlynář ho poslechne. Kubík se raduje, jak mu plán vychází, a pro jistotu nařízne lávku přes vantroky (dialog Co tu děláš, Kubíku? a Kubíkův zpěv Hahahaha, povedlo se znamenitě). – Mezihra – Mlynář načapal Černíka u své ženy, svolává chasu a Černíka zlostně vyhání. Pod tím se na odchodu navíc propadne lávka a Kubík ho zbije pytlem od mouky. Zpěváci pomohou Černíkovi z vody a ten spěchá domů do peřin. Lítostivě se loučí s Růženou, ale lásce dává raději navždy vale. Chasa jeho odchod provází výsměchem (sbor Kdo v lásce smůlu má).
Růženka a Jeník pak mlynáře žádají o požehnání a mlynářka je podporuje. Pan otec tedy svoluje k jejich sňatku. Milenci děkují Kubíkovi za zásah a na oslavu zasnoubení káže mlynář znovu spustit mlýnské kolo. Chasa přeje snoubencům dlouhý a šťastný život na mlýně (finále Ach, tatíčku, můj drahý… Milujte se až do smrti… Ve mlýně buď živo).